# ГЕС Huángtánkǒu
ГЕС Huángtánkǒu (黄坛口水电站) — гідроелектростанція на сході Китаю у провінції Чжецзян. Знаходячись після ГЕС Húnánzhèn, входить до складу каскаду на річці Wuxi, правій притоці Oujiang, котра в свою чергу є лівою твірною Lanjiang (права твірна Фучун, яка впадає до Східнокитайського моря у місті Ханчжоу).
В межах проекту річку перекрили комбінованою греблею висотою 44 метра та довжиною 209 метрів, яка включає бетонну гравітаційну (довжина 146 метрів) та земляну (довжина 63 метра) частини. Вона утримує водосховище з об’ємом 1167 млн м3 та максимальним рівнем поверхні під час повені на позначці 115,4 метра НРМ (у операційному режимі припустиме коливання рівня між позначками 105,5 та 106 метрів НРМ).
Пригреблевий машинний зал у другій половині 1950-х обладнали чотирма турбінами потужністю по 7,5 МВт, а в 1995-му запустили другу чергу із двох турбін потужністю по 26 МВт. У 2019-му гідроагрегат №6 модернізували до показника у 30 МВт.